# 576-та фольксгренадерська дивізія (Третій Рейх)
576-та фольксгренадерська дивізія (Третій Рейх) (нім. 576. Volksgrenadier-Division) — піхотна дивізія народного ополчення (фольксгренадери) вермахту за часів Другої світової війни.

## Історія
576-та фольксгренадерська дивізія сформована 25 серпня 1944 року в ході 32-ї хвилі мобілізації у VIII військовому окрузі в районі Турнау на заході Першої словацької республіки за рахунок підрозділів розгромленої 271-ї піхотної дивізії. Але вже 4 вересня 1944 року її частини пішли на доукомплектування 271-ї фольксгренадерської дивізії.

## Райони бойових дій
- Словаччина (серпень — вересень 1944)

## Командування

### Командири
- генерал-майор Мартін Бібер (нім. Martin Bieber) (25 серпня — 4 вересня 1944).

### Склад
| 1944                                      |
| ----------------------------------------- |
| 1186-й гренадерський полк                 |
| 1187-й гренадерський полк                 |
| 1188-й гренадерський полк                 |
| 1576-й артилерійський полк                |
| 1576-та рота зв'язку                      |
| 1576-те дивізійне управління забезпечення |